# Maurício Gugelmin
Maurício Gugelmin (Joinville, 20 april 1963) is een voormalige Braziliaanse autocoureur, die van 1988 tot en met 1992 actief was in de Formule 1. Hij maakte zijn debuut in 1988 bij March en nam deel aan 80 Grands Prix. Hij behaalde één podiumplaats en scoorde tien punten. Daarnaast reed hij 147 races in de Champ Car, tussen 1993 en 2001. Hierin won hij één race, in 1997 in Vancouver. Dat jaar werd hij vierde in het kampioenschap. Zijn beste resultaat in de Indianapolis 500 behaalde hij in 1995, toen hij in zesde positie startte en eindigde, terwijl hij tijdens de race gedurende 59 ronden aan de leiding had gelegen. Daarnaast heeft hij ook een tijdje het wereld snelheidsrecord op een gesloten racecircuit op zijn naam gehad, neergezet op de California Speedway in 1997 met een snelheid van 387,759 kilometer per uur. Gugelmin stopte met racen aan het eind van 2001.

## Vroege carrière
Gugelmin begon zijn carrière in het karten in 1971 en won het lokale kampioenschap van 1971 tot 1979. Ook het nationale kampioenschap won hij in 1980. Hij stapte in 1981 over naar de Braziliaanse Formule Fiat, waarin hij ook kampioen werd.
Hierna verhuisde hij naar het Verenigd Koninkrijk, waar hij zijn racecarrière vervolgde. Hier deelde Gugelmin ook een huis met Ayrton Senna. Senna zorgde ervoor, dat hij bij het Van Diemen team kon gaan rijden in 1982, waarna hij aan het einde van het jaar Brits kampioen in de Formule Ford 1600 cc werd. Het jaar erna werd hij ook kampioen in de 2000 cc. In 1984 stapte hij over naar de Europese Formule Ford en werd hij opnieuw onmiddellijk kampioen.
Daarna stapte Gugelmin over naar het Formule 3-team West Surrey Racing. Hij won het Britse kampioenschap en de prestigieuze Grand Prix van Macau. Hierna reed hij twee jaar in de Formule 3000, het laatste opstapje naar de Formule 1. Hij won hierin één race.

## Formule 1
Gugelmin startte in de Formule 1 bij March, als teamgenoot van Ivan Capelli, in 1988. Het seizoen startte slecht voor hem met vijf opgaves in de eerste zes races omwille van mechanische pech. Hij scoorde zijn eerste punten bij de Britse Grand Prix met een vierde plaats. Daarnaast werd hij ook vijfde in de Hongaarse Grand Prix. Dat jaar scoorde hij ook het hoogste aantal punten van de nieuwkomers in de Formule 1.
Hij bleef in 1989 bij het team, maar scoorde enkel punten in de Braziliaanse Grand Prix met een derde plaats. Dit was een prima resultaat omwille van de financiële problemen die het team kende. Daarnaast had Gugelmin ook een zwaar startongeluk in de Franse Grand Prix, waarvan de spectaculaire beelden de hele wereld over gingen.
Het team werd daarna verkocht in 1990 en omgedoopt in het Leyton House Racing team. Capelli bleef zijn teamgenoot. Het chassis van het team bleek echter niet goed genoeg en ze wisten zich zesmaal niet te kwalificeren. Het chassis werd aangepast voor de Franse Grand Prix en Capelli en Gugelmin reden zelfs een tijdje eerste en tweede. Gugelmin moest opgeven met motorproblemen en Capelli werd laat in de race voorbijgestoken door Alain Prost. Gugelmin wist in de Belgische Grand Prix nog één punt te scoren met een zesde plaats.
Het jaar 1991 werd gekenmerkt door interne strubbelingen in het team. Een groot gedeelte van het personeel stapte op en de auto had een gebrek aan snelheid. Gugelmins beste resultaat waren drie zevende plaatsen, maar hij moest wel opgeven in acht van de zestien races. De teambaas Akira Akagi werd ook nog eens opgepakt op verdenking van fraude. Gugelmin besliste hierna het team te verlaten en hij kon in 1992 aan de slag bij Jordan.
Ook dit liep niet zo goed af. Het team had ook geldproblemen, de auto was onbetrouwbaar en de Yamaha-motor was niet goed genoeg. Het team scoorde dan ook maar 1 punt. Gugelmin moest in elf van de zestien races opgeven en scoorde geen punten.

## Champ Car
Gugelmin vertrok hierna naar de Verenigde Staten en ging racen voor het team van Dick Simon. Hij reed hiervoor de laatste drie races van 1993. Tweemaal wist hij niet te finishen, eenmaal werd hij dertiende, maar hij toonde wel potentieel. In 1994 tekende hij voor Chip Ganassi Racing. Hij werd er teamgenoot van Michael Andretti. Andretti won twee races, Gugelmin finishte zeven keer in de punten.
In 1995 werd Gugelmin tweede in de eerste race in Miami, achter Jacques Villeneuve. Daarnaast reed hij ook een goede race in de Indianapolis 500, waar hij zesde werd. Hij eindigde nog acht keer in de punten en werd derde in Laguna Seca. Hij werd tiende in het algemeen klassement, negen plaatsen voor zijn teamgenoot Danny Sullivan.
Voor 1996 tekende Gugelmin voor PacWest en werd teamgenoot van Mark Blundell. Hij kreeg al snel de reputatie van een snelle rijder te zijn op de Superspeedway circuits. Hij finishte een aantal keer in de punten en veroverde een veertiende plaats. 1997 betekende een goed jaar voor het team, doordat ze overstapten op Firestone banden en Mercedes-Benz motoren. Gugelmin en Blundell werden respectievelijk vierde en zesde in het kampioenschap. Hij won ook zijn eerste race dat jaar in Vancouver. Gugelmin zette dat jaar ook zijn snelheidsrecord van 387,759 kilometer per jaar.
Het jaar 1998 was niet zo succesvol door problemen met het chassis. Gugelmin reed negenmaal in de punten, maar wist de volgende drie jaar niet meer te winnen. Hij finishte ook niet meer hoger dan vijftiende in het kampioenschap. In 2000 werd hij nog wel voorzitter van de Championship Drivers Association, deze organisatie vertegenwoordigt de belangen van de rijders in de Champ Car World Series.
Gugelmin beleefde in 2001 een bijzonder moeilijk jaar. Hij crashte zwaar in Texas tijdens een oefensessie. Daarnaast stierf zijn zoon, Giuliano, door ademhalingsproblemen. Hij had een tetraplegie en hersenverlamming door complicaties bij zijn geboorte. Op het eind van het jaar besloot hij te stoppen met racen.